# Maira
Maira – rzeka w północno-zachodnich Włoszech, w Piemoncie. Źródła rzeki znajdują się w rejonie granicy włosko-francuskiej. Dalej Maira płynie przez Dolinę Maira, potem rzeka biegnie przez Savigliano i wzdłuż drogi krajowej SS20 dociera w rejon Carmagnoli, gdzie wpada do Padu. Maira charakteryzuje się szybkim nurtem, który dochodzi nawet do 13,5 m/s.